# Rhodogastria lalundei
Rhodogastria lalundei är en fjärilsart som beskrevs av Jean Baptiste Boisduval. Rhodogastria lalundei ingår i släktet Rhodogastria och familjen björnspinnare. Inga underarter finns listade.